# Бискамжинский поссовет
Бискамжинский поссовет — городское поселение в Аскизском районе Хакасии.
Административный центр — пгт Бискамжа.

## История
Статус и границы городского поселения установлены Законом Республики Хакасия от 7 октября 2004 года № 67 «Об утверждении границ муниципальных образований Аскизского района и наделении их соответственно статусом муниципального района, городского, сельского поселения»

## Население
| 2010  | 2012  | 2013  | 2014  | 2015  | 2016  | 2017  |
| ----- | ----- | ----- | ----- | ----- | ----- | ----- |
| 1352  | ↘1281 | ↘1243 | ↘1189 | ↘1172 | ↘1134 | ↘1100 |
| 2018  | 2019  | 2020  | 2021  |       |       |       |
| ↘1066 | ↘1038 | ↘1007 | ↗1213 |       |       |       |

Население на 1 января 2019 года составляло: 1 038.

## Состав городского поселения
В состав городского поселения входят 5 населённых пунктов:
| № | Населённый пункт | Тип населённого пункта      | Население |
| - | ---------------- | --------------------------- | --------- |
| 1 | Ала-Тау          | посёлок при станции         | 20        |
| 2 | Бискамжа         | пгт, административный центр | ↗1182     |
| 3 | Казынет          | посёлок при станции         | 18        |
| 4 | Тузуксу          | посёлок при станции         | 35        |
| 5 | Ясная Поляна     | посёлок                     | 12        |

## Местное самоуправление
Администрация
пгт. Бискамжа, Железнодорожников, 4
Глава администрации
- Казанкова Ирина Николаевна